# Francja na Zimowych Igrzyskach Olimpijskich 1956
Francję na Zimowych Igrzyskach Olimpijskich 1956 reprezentowało 32 zawodników: 25 mężczyzn i siedem kobiet. Był to siódmy start reprezentacji Francji na zimowych igrzyskach olimpijskich. Reprezentanci Francji nie zdobyli żadnego medalu.

## Skład kadry

### Biegi narciarskie
Mężczyźni
| Zawodnik                                                | Konkurencja        | czas                     | Pozycja                  |
| ------------------------------------------------------- | ------------------ | ------------------------ | ------------------------ |
| Jean Mermet                                             | Bieg na 15 km      | 53:40,0                  | 20.                      |
| Benoît Carrara                                          | Bieg na 15 km      | 53:41,0                  | 22.                      |
| Paul Romand                                             | Bieg na 15 km      | 57:11,0                  | 50.                      |
| Victor Arbez                                            | Bieg na 15 km      | 57::38,0                 | 52.                      |
| René Mandrillon                                         | Bieg na 30 km      | 1:52:18,0                | 22.                      |
| Paul Romand                                             | Bieg na 30 km      | 1:59:02,0                | 35.                      |
| Charles Binaux                                          | Bieg na 30 km      | Nie ukończył konkurencji | Nie ukończył konkurencji |
| Victor Arbez René Mandrillon Benoît Carrara Jean Mermet | Sztafeta 4 × 10 km | 2:24:06,0                | 6.                       |

### Bobsleje
Mężczyźni
| Osada | Zawodnik                                                   | Konkurencja | Ślizg 1 | Ślizg 2 | Ślizg 3              | Ślizg 4                   | Łącznie                   | Pozycja                   |                           |
| ----- | ---------------------------------------------------------- | ----------- | ------- | ------- | -------------------- | ------------------------- | ------------------------- | ------------------------- | ------------------------- |
| FRA-1 | André Robin Lucien Grosso                                  | Dwójki      | 1:27,41 | 1:28,33 | nie ukończyli ślizgu | Nie ukończyli konkurencji | Nie ukończyli konkurencji | Nie ukończyli konkurencji |                           |
| FRA-2 | André Donnet Serge Giacchini                               | Dwójki      | 1:27,76 | 1:26,95 | 1:27:41              | nie ukończyli ślizgu      | Nie ukończyli konkurencji | Nie ukończyli konkurencji | Nie ukończyli konkurencji |
| FRA-1 | André Robin Pierre Bouvier Jacques Panciroli Lucien Grosso | Czwórki     | 1:20,00 | 1:21,25 | 1:20,95              | 1:21,63                   | 5:23,83                   | 18.                       |                           |

### Łyżwiarstwo figurowe
| Zawodnik       | Konkurencja | Nota   | Pozycja |
| -------------- | ----------- | ------ | ------- |
| Maryvonne Huet | Solistki    | 138,30 | 17.     |
| Alain Giletti  | Soliści     | 159,63 | 4.      |
| Alain Calmat   | Soliści     | 148,35 | 9.      |

### Łyżwiarstwo szybkie
Mężczyźni
| Zawodnik       | Konkurencja   | Konkurencja   | Konkurencja    | Konkurencja    | Konkurencja    | Konkurencja    | Konkurencja      | Konkurencja      |
| Zawodnik       | Bieg na 500 m | Bieg na 500 m | Bieg na 1500 m | Bieg na 1500 m | Bieg na 5000 m | Bieg na 5000 m | Bieg na 10 000 m | Bieg na 10 000 m |
| Zawodnik       | Czas          | Miejsce       | Czas           | Miejsce        | Czas           | Miejsce        | Czas             | Miejsce          |
| -------------- | ------------- | ------------- | -------------- | -------------- | -------------- | -------------- | ---------------- | ---------------- |
| Raymond Gilloz | 43,2          | 25.           | 2:17,7         | 34.            | 8:32,5         | 35.            |                  |                  |

### Narciarstwo alpejskie
Mężczyźni
| Zawodnik         | Konkurencja     | Konkurencja     | Konkurencja   | Konkurencja   | Konkurencja         | Konkurencja         | Konkurencja      | Konkurencja      |
| Zawodnik         | Zjazd           | Zjazd           | Slalom gigant | Slalom gigant | Slalom specjalny    | Slalom specjalny    | Slalom specjalny | Slalom specjalny |
| Zawodnik         | Czas            | Pozycja         | Czas          | Pozycje       | Czas 1-go przejazdu | Czas 2-go przejazdu | Czas łączny      | Pozycja          |
| ---------------- | --------------- | --------------- | ------------- | ------------- | ------------------- | ------------------- | ---------------- | ---------------- |
| Charles Bozon    | 3:01,9          | 8.              | 3:08,4        | 5.            | 1:32,3              | 1:53,9              | 3:26,2           | 7.               |
| René Collet      | Dyskwalifikacja | Dyskwalifikacja |               |               |                     |                     |                  |                  |
| Adrien Duvillard | Dyskwalifikacja | Dyskwalifikacja | 3:07,9        | 4.            | 1:27,5              | 2:41,4              | 4:18,9           | 38.              |
| André Simond     | Dyskwalifikacja | Dyskwalifikacja |               |               |                     |                     |                  |                  |
| François Bonlieu |                 |                 | 3:11,8        | 9.            |                     |                     |                  |                  |
| Gérard Pasquier  |                 |                 | 3:25,6        | 30.           | 1:31,0              | 1:53,6              | 3:24,6           | 6.               |
| Bernard Perret   |                 |                 |               |               | 1:31,7              | 1:54,6              | 3:26,3           | 8.               |

Kobiety
| Zawodniczka     | Konkurencja               | Konkurencja               | Konkurencja   | Konkurencja   | Konkurencja         | Konkurencja               | Konkurencja               | Konkurencja               |
| Zawodniczka     | Zjazd                     | Zjazd                     | Slalom gigant | Slalom gigant | Slalom specjalny    | Slalom specjalny          | Slalom specjalny          | Slalom specjalny          |
| Zawodniczka     | Czas                      | Pozycja                   | Czas          | Pozycja       | Czas 1-go przejazdu | Czas 2-go przejazdu       | Czas łączny               | Pozycja                   |
| --------------- | ------------------------- | ------------------------- | ------------- | ------------- | ------------------- | ------------------------- | ------------------------- | ------------------------- |
| Josette Nevière | 1:49,2                    | 8.                        | 2:00,8        | 10.           | 1:00,3              | 58,0                      | 1:58,3                    | 8.                        |
| Marysette Agnel | 1:52,4                    | 21.                       | 1:59,4        | 8.            | 58,2                | 1:00,6                    | 1:58,8                    | 9.                        |
| Madeleine Front | 1:53,6                    | 24.                       | 2:02,3        | 14.           |                     |                           |                           |                           |
| Edith Bonlieu   | Nie ukończyła konkurencji | Nie ukończyła konkurencji |               |               |                     |                           |                           |                           |
| Paule Moris     |                           |                           | 2:02,5        | 18.           | 1:13,9              | 1:01,7                    | 2:15,6                    | 18.                       |
| Muriel Lip      |                           |                           |               |               | Dyskwalifikacja     | Nie ukończyła konkurencji | Nie ukończyła konkurencji | Nie ukończyła konkurencji |

### Skoki narciarskie
Mężczyźni
| Skoczek        | Skok 1    | Skok 1 | Skok 2    | Skok 2 | Nota  | Pozycja |
| Skoczek        | odległość | Nota   | odległość | Nota   | Nota  | Pozycja |
| -------------- | --------- | ------ | --------- | ------ | ----- | ------- |
| André Monnier  | 67,5      | 82,5   | 66,0      | 85,0   | 167,5 | 46.     |
| Richard Rabasa | 66,0      | 84,5   | 66,0      | 83,0   | 167,5 | 46.     |
| Régis Rey      | 65,0      | 82,0   | 65,0      | 82,0   | 164,0 | 48.     |